# Prorhinia dendrellaria
Prorhinia dendrellaria là một loài bướm đêm trong họ Geometridae.